# Oded Tzur

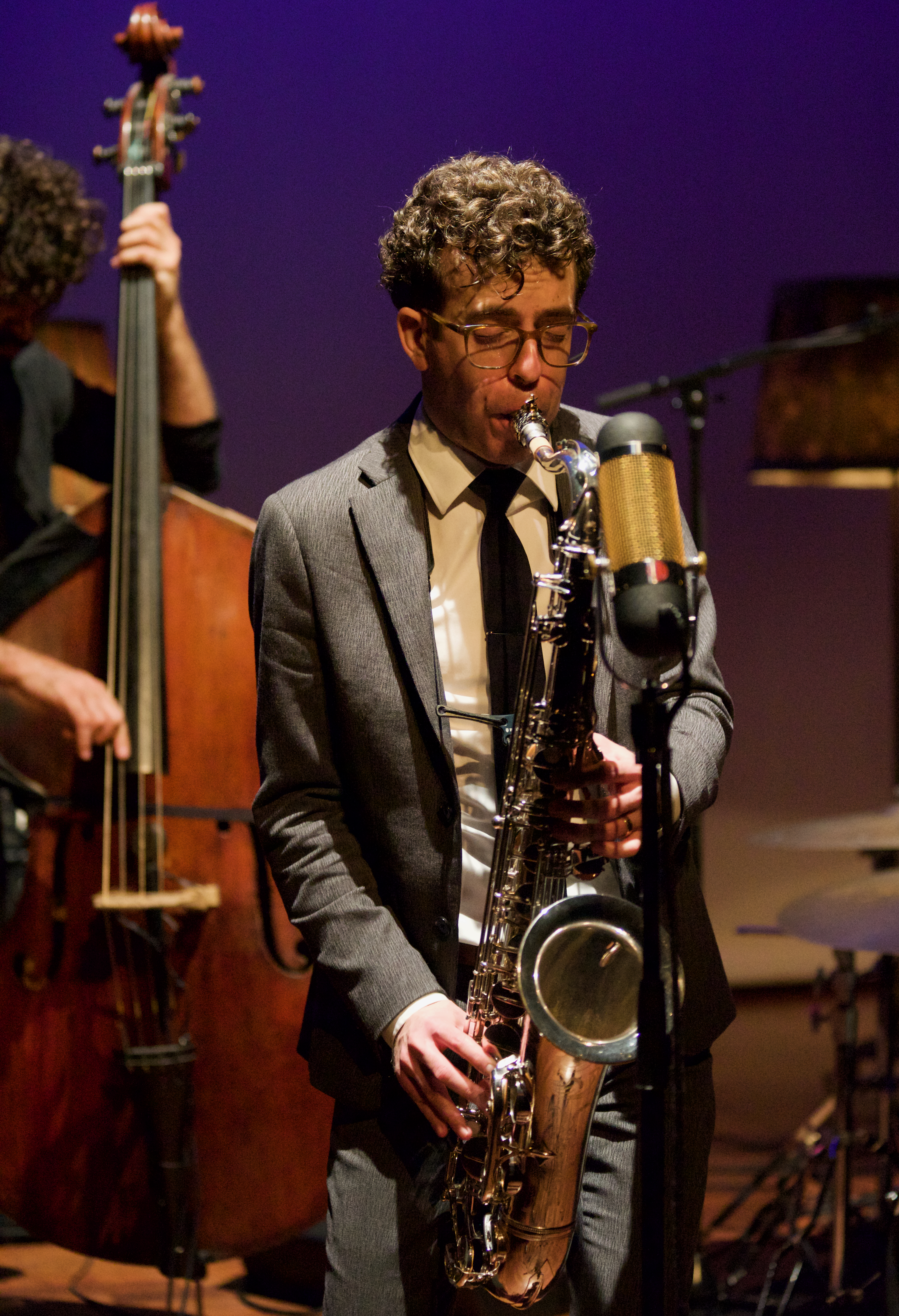
Oded Tzur

Oded Tzur (hebräisch עודד צור; * 1984 in Kirjat Ono, Tel Aviv) ist ein israelischer Jazzmusiker (Tenorsaxophon, Komposition).

## Leben und Wirken
Tzur begann seine Karriere in der Musikszene von Tel Aviv. Sein Mentor war der Saxophonist Gersh Geller. Ab 2007 studierte er am Rotterdamer Konservatorium; dabei beschäftigte er sich mit Mikrotonalität und mit indischer Musik bei dem Flötisten Hariprasad Chaurasia, dem künstlerischen Leiter der Abteilung für klassische nordindische Musik. Mit seiner Methode, auf dem Saxophon klassische nordindische Musik zu spielen (genannt Middle Path), trat er u. a. 2011 auf dem British Saxophone Congress im Trinity College of Music, im Kopenhagener Musikkonservatorium, der Königlichen Musikakademie Aarhus und der Rotterdam Jazz Academy auf.
Tzur arbeitet seit 2011 in der New Yorker Jazzszene; erste Aufnahmen entstanden 2015 mit dem Trio von Rotem Sivan (A New Dance). Im selben Jahr stellte er sein Debütalbum Like a Great River (enja, mit Petros Klampanis, Shai Maestro, Ziv Ravitz) vor, das positive Besprechungen erfuhr; All About Jazz lobte sein Gespür dafür, „Geschichten zu erzählen“. 2016 war er für den BMW Welt Jazz Award nominiert. 2017 folgte in gleicher Besetzung das Album Translator’s Note (Yellowbird). 2020 erschien bei ECM sein Album Here Be Dragons, 2022 sein Album Isabela, beide Alben im Quartett mit Nitai Hershkovits, Petros Klampanis und Johnathan Blake.